# Fröseke kapell
Fröseke kapell är en kyrkobyggnad i Fröseke i Växjö stift. Kapellet tillhör Älghults församling.

## Kyrkobyggnaden
År 1908 inleddes arbetet med att skaffa fram medel för uppförandet av en kyrkobyggnad och 1938 började man bygga. Ritningarna gjordes av arkitekten Paul Boberg och byggnaden uppfördes i trä. Kapellet, som är 24 meter långt och åtta meter brett, invigdes av biskop Yngve Brilioth midsommardagen 1939.
Kapellet består av ett långhus och rakslutet kor i öster. Sakristian är belägen på norra sida i anslutning till koret. Tornet i väster där huvudingången är belägen är försedd med en hjälmformad huv krönt av en mindre lökkupol med spira.

## Inventarier
- Altartavlan och målningarna på predikstolen är utförda av konstnären Torsten Hjelm.

### Orgel
- Orgeln tillverkad av Västbo Orgelbyggeri 1965, 5 register. Orgeln är mekanisk.

| Manual       | Pedal      | Koppel   |  |
| Gedackt 8’   | Subbas 16’ | Man/Ped. |  |
| Principal 4’ |            |          |  |
| Rörflöjt 4’  |            |          |  |
| Svegel 2'    |            |          |  |